# Лосано, Хайме
Ха́йме Арту́ро Лоса́но Эспи́н (исп. Jaime Arturo Lozano Espín; род. 29 сентября 1978, Мехико) — мексиканский футболист и футбольный тренер. Выступал на позиции левого крайнего полузащитника.

## Клубная карьера
Лосано дебютировал в клубе «УНАМ Пумас» в 1998 году, в котором он играл до перехода в «Селаю» в 2001 году. В 2002 году игрок вернулся в команду «УНАМ Пумас», с которой он в 2004 году выиграл Клаусуру, Апертуру и Кубок Сантьяго Бернабеу. Лосано играл на Кубке конфедераций 2005 в Мексике. Перед Апертурой 2005 года он был подписан «УАНЛ Тигрес», став самым дорогим приобретением на мексиканском рынке в летнее трансферное окно. Однако в 2007 году Лосано был отстранён от первой команды, поэтому тренировался с резервной командой клуба. Это, по мнению руководства команды, было связано с плохой игрой футболиста в Апертуре 2007. Кроме того, возможно, что это была дисциплинарная мера за громкие заявления игрока после поражения команды в гостевом матче против «Пуэблы». Лосано высказал несогласие с решением руководства и заявил, что он будет пытаться вести переговоры об уходе из клуба сразу по завершении турнира. 18 декабря 2007 года было подтверждено, что Хайме Лосано перешёл в «Крус Асуль».
Хотя он получил несколько предложений, особенно из «Хагуарес Чьяпас», Лосано всегда отдавал приоритет «Крус Асулю», так как хотел вернуться в столицу, где живут большинство друзей и его семья. В 2010 году футболист был отправлен в аренду в «Монаркас Морелия», где играл на протяжении двух сезонов и даже забил гол «УНАМ Пумас» в финале Клаусуры 2011, хотя его команда проиграла 3:2 по сумме двух матчей. Перед началом Апертуры 2012 подписал контракт со своей бывшей командой «УНАМ Пумас», которой руководил Хоакина дель Ольмо. После увольнения этого тренера Лосано перестал рассматриваться в качестве игрока стартового состава.
В июне 2013 года он был приглашён в «Алебрихес де Оахака», но из-за финансовых и семейных проблем отказался и, не получив других предложений, наконец, решил завершить карьеру.

## Карьера в сборной
Лосано вызывался в сборную Мексики много раз; он был одним из важнейших игроков команды в квалификации к чемпионату мира по футболу 2006 года, забив 11 голов в 11 играх. Тем не менее травмы не позволяли ему играть за сборную в матчах, предшествующих чемпионату мира. Лосано был включён Рикардо Лавольпе в предварительный список 26 игроков, из которых он должен был составить окончательный список из 23 футболистов, в надежде, что его состояние улучшится к началу турнира. Однако этого не произошло и он не попал в окончательный список. Также он сыграл три матча за Мексику на Кубке конфедераций 2005.
Лосано был одним из игроков, выбранных Уго Санчесом для участия в Кубке Америки 2007. Он впервые появился на турнире, выйдя на замену во победном матче Мексики с Бразилией (2:0).

## Достижения
- Чемпион Мексики (2): Клаусура 2004, Апертура 2004
- Обладатель трофея Чемпион чемпионов Мексики (1): 2004
- Победитель Североамериканской суперлиги (1): 2010
- Обладатель Кубка Сантьяго Бернабеу (1): 2004

## Голы за сборную
| Номер | Дата            | Стадион                                                          | Противник                | Счёт | Результат | Соревнование     |
| ----- | --------------- | ---------------------------------------------------------------- | ------------------------ | ---- | --------- | ---------------- |
| 1     | 19 июня 2004    | Аламодом, Сан-Антонио, США                                       | Доминика                 | 7:0  | 10:0      | Отбор на ЧМ 2006 |
| 2     | 19 июня 2004    | Аламодом, Сан-Антонио, США                                       | Доминика                 | 9:0  | 10:0      | Отбор на ЧМ 2006 |
| 3     | 27 июня 2004    | Виктория, Агуаскальентес, Мексика                                | Доминика                 | 2:0  | 8:0       | Отбор на ЧМ 2006 |
| 4     | 27 июня 2004    | Виктория, Агуаскальентес, Мексика                                | Доминика                 | 7:0  | 8:0       | Отбор на ЧМ 2006 |
| 5     | 6 октября 2004  | Идальго, Пачука-де-Сото, Мексика                                 | Сент-Винсент и Гренадины | 2:0  | 3:0       | Отбор на ЧМ 2006 |
| 6     | 6 октября 2004  | Идальго, Пачука-де-Сото, Мексика                                 | Сент-Винсент и Гренадины | 3:0  | 3:0       | Отбор на ЧМ 2006 |
| 7     | 13 октября 2004 | Куаутемок, Пуэбла, Мексика                                       | Тринидад и Тобаго        | 2:0  | 3:0       | Отбор на ЧМ 2006 |
| 8     | 13 октября 2004 | Куаутемок, Пуэбла, Мексика                                       | Тринидад и Тобаго        | 3:0  | 3:0       | Отбор на ЧМ 2006 |
| 9     | 9 февраля 2005  | Рикардо Саприсса, Сан-Хосе, Коста-Рика                           | Коста-Рика               | 1:0  | 2:1       | Отбор на ЧМ 2006 |
| 10    | 9 февраля 2005  | Рикардо Саприсса, Сан-Хосе, Коста-Рика                           | Коста-Рика               | 2:0  | 2:1       | Отбор на ЧМ 2006 |
| 11    | 12 октября 2005 | Стадион имени Хейсли Кроуфорда, Порт-оф-Спейн, Тринидад и Тобаго | Тринидад и Тобаго        | 1:0  | 1:2       | Отбор на ЧМ 2006 |
| 12    | 3 июня 2007     | Альфонсо Ластрас, Сан-Луис-Потоси, Мексика                       | Иран                     | 2:0  | 4:0       | Товарищеский     |